# Pietati proximum
Bulla z Rieti – bulla z roku 1234, którą papież Grzegorz IX potwierdza panowanie zakonu krzyżackiego nad ziemią chełmińską na wschód od Wisły, jak również nad wszystkimi dalszymi terytoriami, które w przyszłości miałyby zostać podbite w Prusach przez Krzyżaków („w wieczne i wolne posiadanie”). Zakon krzyżacki miał przy tym podlegać wyłącznie zwierzchności papieskiej i żadnej innej zależności lennej. Bulla przedstawiała, skutkiem uporczywych nalegań wielkiego mistrza zakonu Hermanna von Salza, pisemne zaświadczenie obietnic ustnych, złożonych rzekomo zakonowi krzyżackiemu w sierpniu i wrześniu 1230 r.
Bulla z Rieti z 3 sierpnia 1234 koresponduje z cesarską Złotą Bullą z Rimini z 1226 r. i przywilejem kruszwickim z 1230 r. – z polskim księciem Konradem mazowieckim (według niektórych polskich historyków – sfałszowaną przez Krzyżaków).
26 lipca 1257 r. papież Aleksander IV powtórzył i potwierdził Bullę z Rieti.